# Alain Thibault
Pour les articles homonymes, voir Thibault.
Alain Thibault (28 décembre 1956, Québec, Canada) est un compositeur de musique électroacoustique résidant à Montréal, Canada.

## Discographie
- Ne blâmez jamais les bédouins (SONARt, IMSO 9202, 1992)
- Volt[1] (empreintes DIGITALes, IMED 9003, 1990)

## Liste d'œuvres
- Le cauchemar climatisé (1995), marimba et bande
- Concerto pour piano MIDI (1989), piano MIDI, synthétiseurs, échantillonneurs et bande
- Déca-danse (1983)
- ELVIS (Électro-lux, vertige illimité synthétique) (1985), quatuor de saxophones et bande
- FausTechnology (2000)
- Ne blâmez jamais les bédouins (1992), opéra de chambre: soprano solo
- OUT (1985)
- Le soleil et l'acier (1988), soprano et bande
- Volt (1987)

## N&R
1. ↑  « Volt, by Alain Thibault », sur empreintes DIGITALes (consulté le 1er janvier 2024)